# Trøndelag
Trøndelag  (PRONÚNCIA) é um condado e região da Noruega, localizado no centro do país.                            O condado de Trøndelag e o condado vizinho de Møre og Romsdal formam o que é conhecido como a Noruega Central.
Foi criado em 1 de janeiro de 2018 com a fusão dos antigos condados de Nord-Trøndelag e Sør-Trøndelag, que foram separados em dois condados em 1804.

Uma pessoa de Trøndelag é chamada de trønder. A maior cidade de Trøndelag é a cidade de Trondheim. O centro administrativo do condado é Steinkjer, mas Trondheim funciona como um centro administrativo secundário. Isso é para tornar o condado mais eficiente e não muito centralizado, já que Trøndelag é o segundo maior condado da Noruega.
O antigo condado de Trondhjems foi dividido em dois condados administrativos em 1804 pelo rei da Dinamarca-Noruega. Em 2016, os dois conselhos do condado votaram pela fusão em um único condado, o que aconteceu em 2018.
Trøndelag é uma das regiões mais férteis da Noruega, com grande produção agrícola. A maior parte da produção acaba no sistema cooperativo norueguês de carne e leite, mas a produção agrícola é um negócio em constante crescimento.

## Municípios
O condado de Trøndelag abrange 38 comunas desde a Reforma Regional da Noruega em 2020.

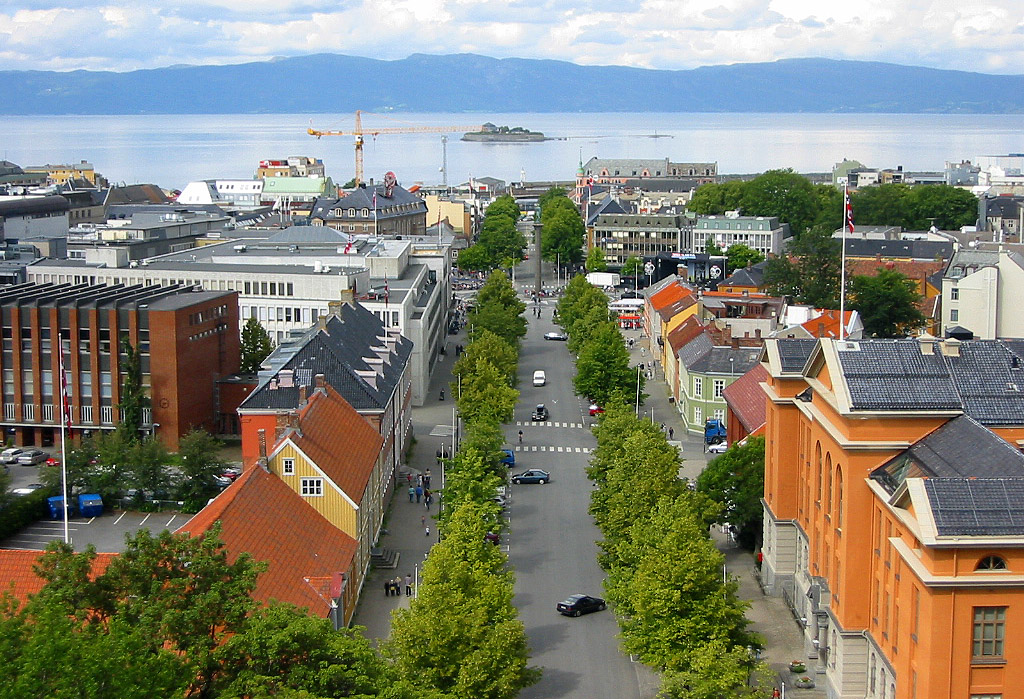
Trondheim
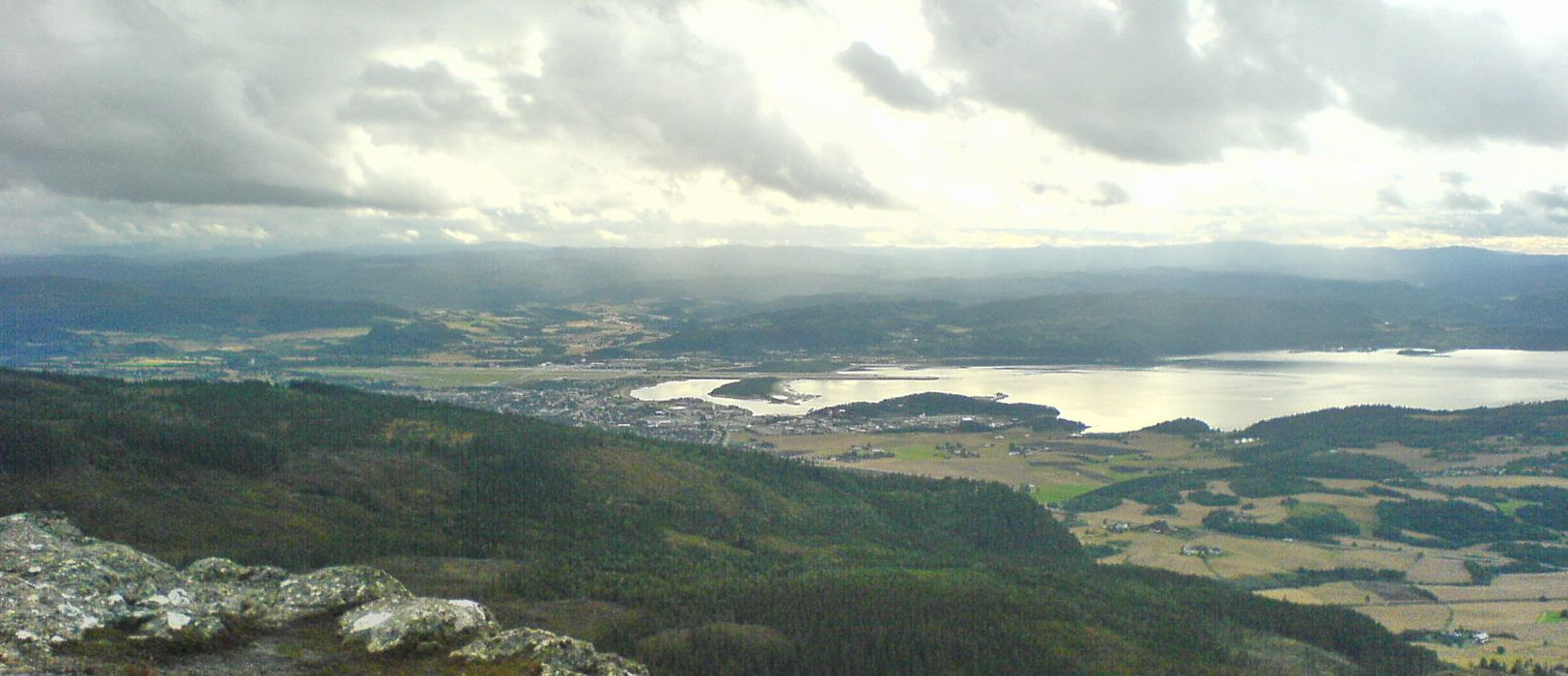
Stjørdal
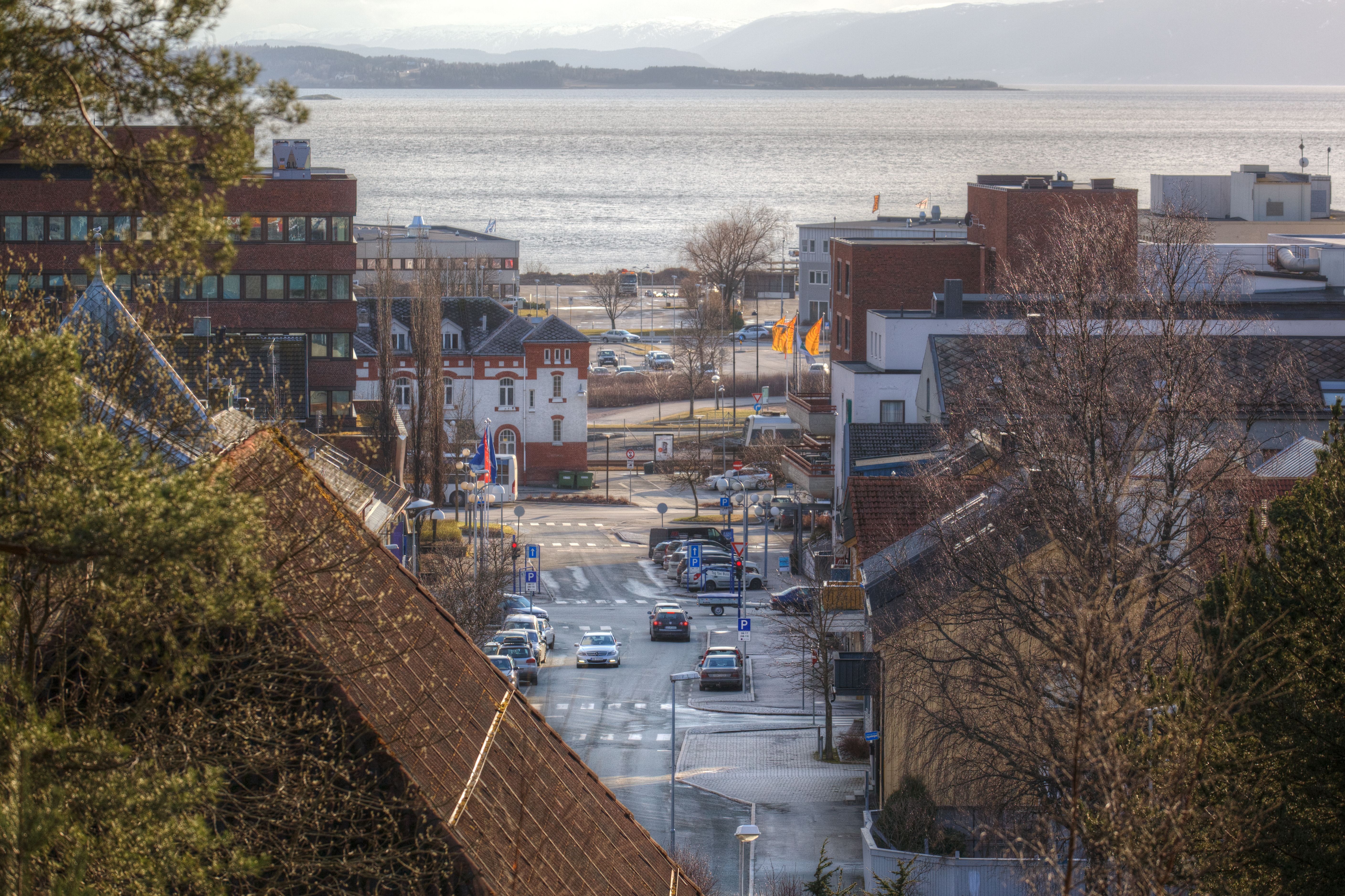
Steinkjer

- Flatanger
- Frosta
- Frøya
- Grong
- Heim
- Hitra
- Holtålen
- Høylandet
- Inderøy
- Indre Fosen
- Leka
- Levanger
- Lierne
- Malvik
- Melhus
- Meråker
- Midtre Gauldal
- Namsos
- Namsskogan
- Nærøy
- Oppdal
- Orkland
- Osen
- Overhalla
- Rennebu
- Rindal
- Røros
- Røyrvik
- Selbu
- Skaun
- Snåsa
- Steinkjer
- Stjørdal
- Trondheim
- Tydal
- Verdal
- Åfjord
- Ørland

- Trondheim
- Stjørdal
- Steinkjer